# Bia decaerulea
Bia decaerulea är en fjärilsart som beskrevs av Gustav Weymer 1911. Bia decaerulea ingår i släktet Bia och familjen praktfjärilar. Inga underarter finns listade i Catalogue of Life.